# Deux Nigauds soldats
Pour le film sorti en 1928, voir Buck Privates.
Pour plus de détails, voir Fiche technique et Distribution.
Deux Nigauds soldats (titre original : Buck Privates) est une comédie américaine en noir et blanc réalisée par Arthur Lubin, sortie en 1941. Ce film met en scène le duo comique Abbott et Costello et fait partie de la série Deux Nigauds. Une suite sera donnée en 1947 avec Deux Nigauds démobilisés.

## Synopsis
Pour échapper à la police qui les recherche, Slicker Smith et Herbie Brown s'engagent dans l'armée. Mais le sergent instructeur qui les encadre n'est autre que l'un des policiers à leur recherche.

## Fiche technique
- Titre : Deux Nigauds soldats
- Titre original : Buck Privates
- Réalisation : Arthur Lubin
- Scénario : Arthur T. Horman
- Musique : Charles Previn
- Directeur de la photographie : Milton R. Krasner
- Montage : Philip Cahn
- Direction artistique : Jack Otterson
- Décors : Russell A. Gausman
- Costumes : Vera West
- Production : Alex Gottlieb, Universal Pictures
- Pays de production :  États-Unis
- Genre : Comédie militaire
- Durée : 84 minutes
- Dates de sortie :
  - États-Unis : 31 janvier 1941
  - France : 24 mars 1948

## Distribution
- Bud Abbott : Slicker Smith
- Lou Costello : Herbie Brown
- Jane Frazee : Judy Gray
- The Andrews Sisters : elles-mêmes
- Nella Walker : Mrs. Parker
- Alan Curtis : Bob Martin
- Nat Pendleton :  Sgt. Michael Collins
- Samuel S. Hinds : Maj. Gen. Emerson
- Harry Strang : Sgt. Callahan
- Nella Walker : Mrs. Karen Parker
- Leonard Elliott : Henry
- Shemp Howard : Chef

## Récompenses et distinctions

### Nominations
- Oscars du cinéma 1942 :
  - Oscar de la meilleure chanson originale (pour la chanson Boogie Woogie Bugle Boy of Company B, musique de Hugh Prince et paroles de Don Raye)
  - Oscar de la meilleure musique de film (Charles Previn)
- Saturn Award 2005 :
  - Saturn Award de la meilleure collection DVD (au sein du coffret The Best of Abbott and Costello, vol. 1-3)

## Autour du film
- Les Andrew Sisters chantent quatre chansons dans le film, dont l'une d'elles, I'll Be With You In Apple Blossom Time sera l'un de leurs plus grand succès[1].
- Le Japon utilisa ce film pour démontrer à ses troupes l’« incompétence » de l'armée américaine[1].